# コロネル沖海戦
コロネル沖海戦は、第一次世界大戦中の1914年にコロネル沖の太平洋上で起きた、ドイツ帝国海軍とイギリス海軍との間の海戦。それぞれ装甲巡洋艦2隻を主力とする艦隊が交戦し、ドイツ軍が完勝した。

## 背景
ドイツ帝国は中国の膠州湾（青島）に、東洋艦隊として知られる巡洋艦戦隊を置いていた。第一次世界大戦の開戦時、ドイツ東洋艦隊の艦艇は各地に分散していたが、1914年8月12日までにパガン島に装甲巡洋艦「シャルンホルスト」、同「グナイゼナウ」、防護巡洋艦ケーニヒスベルク級「ニュルンベルク」、ドレスデン級「エムデン」が集結していた。
東洋艦隊を率いるシュペー中将は南米経由で本国へ戻る事を決め、8月13日にシャルンホルスト、グナイゼナウ、ニュルンベルクを率いてパガン島を離れた。一方、エムデンはインド洋へ向かった。8月22日、ニュルンベルクがホノルルへ向けて派遣された。9月6日、ニュルンベルクが再び合流。9月7日、ニュルンベルクはファニング島にある海底ケーブルの中継局を破壊した。9月14日、シャルンホルストとグナイゼナウはサモアのアピア沖に現れた。9月21日、ドイツ艦隊はボラボラ島に到着。9月22日、シャルンホルストとグナイゼナウはパペーテ沖に現れ、パペーテを砲撃しそこにいたフランスの砲艦「ゼレー（Zélée）」を沈めた。

## 戦闘経過

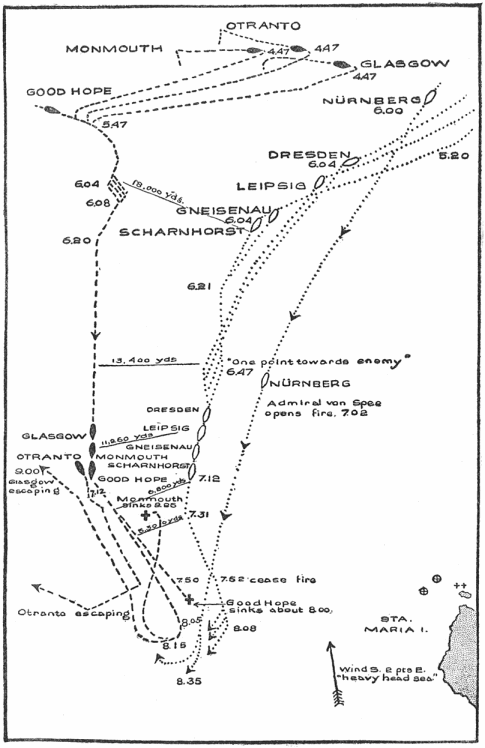
コロネル沖海戦時のドイツ東洋艦隊とイギリス艦隊の航跡図

9月26日から10月3日までドイツ東洋艦隊はマルケサス諸島のヌクヒバ島に留まり、補給を行った。10月12日にドイツ東洋艦隊はイースター島に到着し、そこでエムデンの同型艦である防護巡洋艦ドレスデンが合流した。10月14日には、開戦時メキシコ沖にいた防護巡洋艦ブレーメン級ライプツィヒも合流した。10月18日、ドイツ艦隊はイースター島を離れた。
一方、イギリス海軍はクラドック少将麾下の装甲巡洋艦「グッドホープ」と「モンマス」、防護巡洋艦「グラスゴー」、旧式なカノーパス級戦艦「カノーパス」、仮装巡洋艦「オトラント」からなる艦隊をドイツ艦隊捜索に当てていた。クラドック少将は新型の装甲巡洋艦「ディフェンス」の増援を要請していたが、実現しなかった。
11月1日、両艦隊はチリ、コロネル沖で交戦した。イギリスの戦艦カノーパスは低速のため別行動をとっており、合流命令を受けたが海戦には間に合わなかった。
16時17分、シャルンホルストがイギリス艦隊の煙を発見した。ドイツ艦隊はイギリス艦隊の風上となる東の陸地側に位置した。イギリス艦隊はドイツ艦隊の西側に位置し、太陽を背にしてドイツ艦隊の照準を妨げようとしたが、日が沈むと逆に残照にイギリス艦隊の艦影が浮かび上がってしまう一方、ドイツ艦隊は背景の陸地に溶け込んで照準しにくくなった。18時40分に戦端が開かれ、戦闘はすぐに一方的な展開となった。グッドホープは開戦間もなく司令塔付近に被弾して指揮系統を喪失し、19時57分に沈没、クラドック少将も戦死した。最初に被弾した時点でクラドック少将は死亡もしくは人事不省に陥っていたと考えられている。その後にモンマスも沈没。グラスゴーは逃走した。客船改装で戦力の乏しいオトラントは、他のイギリス艦の戦列の陰に位置し、戦闘を避けて逃走した。
この海戦はシュペー艦隊の完全な勝利に終わった。だが、この後シュペー艦隊は1914年12月8日にフォークランド沖海戦で巡洋戦艦2隻を含むイギリス艦隊と交戦し壊滅する。